# ملعب بلدية جيرمان بيكر
ملعب بلدية جيرمان بيكر (بالإنجليزية: Estadio Municipal Germán Becker)‏ هو ملعب كرة قدم يقع في تيموكو، تشيلي، يتسع لـ 18,125 متفرج.

## التاريخ
تم وضع حجر الأساس للملعب في 15 مارس 1965. افتتح الملعب في 13 أغسطس 1965. كانت تكلفة إنشاء الملعب 16,866,360,960 بيزو.